# The Rose
The Rose är en dramafilm från 1979, i regi av Mark Rydell. Huvudrollen spelas av Bette Midler.

## Handling
Fångad i sitt självförvållade helvete ber Rose (Bette Midler) sin manager (Alan Bates) om en paus från den pågående turnén. När han vägrar tröstar hon sig hos den attraktiva, hemlösa Houston (Frederic Forrest). Men inte ens han kan hantera hennes destruktiva leverne.

## Om filmen
Filmen har inspirerats av Janis Joplins karriär, men handlar inte om Joplin vilket många tror utan om den fiktiva personen Mary Rose Foster, och visar hur huvudpersonens destruktiva livsstil förstör hennes liv. Filmen blev ett genombrott för Bette Midler. Midlers rollprestation nominerades för en Oscar och vann en Golden Globe.
Bette Midler medverkade även på filmens soundtrack och sjunger själv ledmotivet till filmen, "The Rose". Låten har sedermera blivit en av Bette Midlers mest prisade låtar.

## Medverkande i urval
- Bette Midler - Mary Rose Foster
- Alan Bates - Rudge Campbell
- Frederic Forrest - Huston Dyer
- Harry Dean Stanton - Billy Ray